# Safranin
Safranin (tên khác Safranin O hay đỏ cơ bản 2) là một loại thuốc nhuộm sinh học được dùng trong Mô học và Tế bào học. Safranin được dùng như một thuốc nhuộm màu tương phản trong một vài phương thức nhuộm, làm cho tất cả nhân tế bào trở thành màu đỏ. Đây là màu nhuộm tương phản phổ biến trong cả phương pháp Nhuộm Gram và nhuộm bào tử. Nó cũng có thể được sử dụng để phát hiện sụn, mucin và các hạt dưỡng bào.
Safranin điển hình có cấu trúc hóa học được biểu diễn ở hình bên phải (đôi khi được gọi là dimethyl safranin). Cũng có hợp chất khác là trimethyl safranin, hợp chất có nhóm methyl ở vị trí ortho của vòng phía dưới. Cả hai hợp chất có những biểu hiện giống nhau quan trọng trong các ứng dụng nhuộm màu sinh học, và hầu hết các nhà sản xuất không phân biệt hai chất khác nhau. Safranin trong thương mại thường chứa hỗn hợp cả hai loại. 
Safranin cũng được dùng như một chất chỉ thị oxy hóa - khử trong hóa phân tích.

## Các safranine
Safranines là các hợp chất của 2,8-dimethyl-3,7-diamino-phenazine đối xứng. Chúng được tổng hợp khi thực hiện phản ứng oxy hóa kết nối một phân tử para-diamine với hai phân tử primary amine; nhờ sự kết hợp của các hợp chất para-aminoazo với các primary amine, và nhờ hoạt động của các para-nitrosodialkylaniline với các base bậc hai như diphenylmetaphenylenediamine. Chúng là các chất rắn dạng tinh thể có đặc tính phát ánh kim loại xanh lục; chúng dễ tan trong nước và thuốc nhuộm xanh hoặc tím. Chúng là các base mạnh và tạo các muối monacid bền. Dung dịch alcohol của chúng có huỳnh quang màu vàng-đỏ. Phenosafranine không bền lắm ở trạng thái tự do; chloride của nó tạo thành các mảng xanh lục. Nó có thể dễ dàng được diazo hóa, và muối diazonium khi đun sôi với alcohol sẽ cho ra aposafranine hoặc benzene induline, C18H12N3. F. Kehrmann đã cho thấy rằng aposafranine có thể được diazo hóa khi có mặt acid sulfuric đậm đặc và lạnh, và muối diazonium khi đun sôi với alcohol sẽ sinh ra các muối phenylphenazonium. Aposafranone, C18H12N2O, được tạo thành khi đun nóng aposafranine bằng axit clohydric đậm đặc. Ba hợp chất này có thể được biểu diễn dưới dạng các ortho- hoặc para-quinon. Safranine trong thương mại là một ortho-tolusafranine. Phẩm nhuộm aniline đầu tiên được chế xuất trên quy mô sản xuất là mauveine, có được khi Sir William Henry Perkin đun nóng aniline thô với kali bichromate và axit sulfuric. Mauveine được chuyển hóa thành parasafranine (1,8-dimethyl Safranine) bởi Perkin vào năm 1878 nhờ sự thiếu hụt oxy hóa/khử của nhóm 7-N-para-tolyl. Một loại safranin phổ biến khác là phenosafranine (C.I. 50200, 3,7-diamino-5-phenylphenazinium chloride) được sử dụng rộng rãi làm thuốc nhuộm mô, chất nhạy quang học và đầu điện cực oxy hóa-khử. 